# Institución de Asistencia Privada
Una Institución de Asistencia Privada (IAP) es aquella entidad que tiene personalidad jurídica y patrimonio propio. Trabaja sin fines de lucro y está integrada por particulares, con el objeto de brindar servicios asistenciales en alguna de las siguientes áreas: salud, educación, discapacidad, rehabilitación de personas con adicciones, personas adultas mayores, personas en situación de calle o de abandono social y otros grupos de atención prioritaria. Existen instituciones de asistencia  y de manejo social privada en 16 estados de la República Mexicana. Cada estado cuenta con un órgano rector y un marco legal, que rigen a las IAP del estado al que pertenecen:
- Campeche
- Chihuahua
- Ciudad de México
- Colima
- Estado de México
- Guerrero
- Hidalgo
- Jalisco
- Michoacán
- Nuevo León
- Puebla
- Querétaro
- Quintana Roo
- Sinaloa
- Sonora
- Yucatán

La Coordinación Nacional de Juntas de Asistencia Privada y Organismos Análogos vincula a los órganos rectores de cada uno de los estados mencionados.

## Requisitos de constitución
La ley de cada estado establece los requisitos de constitución y determina las condiciones para la definición de los objetos sociales, la reforma de estatutos, la preservación de la voluntad fundacional, la liquidación  y la extinción, entre otros. 
En términos generales, las leyes estatales requieren:
- el nombre, domicilio y demás generales del fundador o fundadores;
- la denominación, objeto y domicilio legal de la institución que se pretenda establecer;
- la clase de actos de asistencia social a ejecutar, determinando los establecimientos que vayan a depender de ella;
- la clase de actividades que la institución realice para sostenerse, considerando la voluntad fundacional desde una perspectiva histórica y social, el impacto social y la autosuficiencia del proyecto sin perjuicio a la institución;
- el patrimonio inicial que se dedique a crear y sostener la institución, inventariando en forma pormenorizada la clase de bienes que lo constituyan y, en su caso, la forma y términos en que hayan de exhibirse o recaudarse los fondos destinados a ella;
- las personas que vayan a fungir como patronos, o en su caso, las que integrarán los órganos que hayan de representarlas y administrarlas y la manera de substituirlas, sus facultades y obligaciones; el Patronato deberá estar integrado por un mínimo de cinco miembros, salvo cuando sea ejercido por el propio fundador;
- la mención del carácter permanente o transitorio de la institución;
- las bases generales de la administración y las demás disposiciones que el fundador o fundadores consideren necesarias para la realización de su voluntad.

Las personas morales constituidas de conformidad con otras leyes y cuyo objeto sea la realización de actividades de asistencia social, podrán transformarse en instituciones de asistencia privada, para lo cual darán a conocer a la junta u organismo análogo del estado del país al que correspondan, la información necesaria y el acta de asamblea de los asociados, en la que se haga constar el acuerdo de transformación.